# Popis vrsta roda Aristolochia
Popis vrsta roda Aristolochia
1. Aristolochia acontophylla Pfeifer
2. Aristolochia acuminata Lam.
3. Aristolochia acutifolia Duch.
4. Aristolochia adalica Tosunoglu & Malyer
5. Aristolochia adiastola G.A.Romero & Elad.Fernández
6. Aristolochia albertiana Ahumada
7. Aristolochia albida Duch.
8. Aristolochia albopilosa M.González, S.González & Barrie
9. Aristolochia alexandriana (Mich.J.Parsons) Buchwalder & Wanke
10. Aristolochia altanii Ilçim & Behçet
11. Aristolochia amara (Aubl.) Poncy
12. Aristolochia andina F.González & I.G.Vargas
13. Aristolochia anguicida Jacq.
14. Aristolochia angustifolia Cham.
15. Aristolochia apoloensis Rusby
16. Aristolochia arborescens L.
17. Aristolochia arcuata Mast.
18. Aristolochia arenicola Hance
19. Aristolochia argentina Griseb.
20. Aristolochia assamica D.Borah & T.V.Do
21. Aristolochia assisii J.Freitas, Lírio & F.González
22. Aristolochia atropurpurea Parish ex Hook.f.
23. Aristolochia auricularia Boiss.
24. Aristolochia australopithecurus (Mich.J.Parsons) Buchwalder & Wanke
25. Aristolochia austrochinensis C.Y.Cheng & J.S.Ma
26. Aristolochia baetica L.
27. Aristolochia bahiensis F.González
28. Aristolochia baracoensis R.Rankin
29. Aristolochia barbourii Barringer
30. Aristolochia baseri Malyer & S.Erken
31. Aristolochia batucensis Wiggins & Rollins
32. Aristolochia biakensis (Mich.J.Parsons) Buchwalder & Wanke
33. Aristolochia bianorii Sennen & Pau
34. Aristolochia bicolor Ule
35. Aristolochia bilabiata L.
36. Aristolochia billardieri Jaub. & Sp.
37. Aristolochia bilobata L.
38. Aristolochia binhthuanensis T.V.Do
39. Aristolochia birostris Duch.
40. Aristolochia bodamae Dingler
41. Aristolochia boliviensis Kuntze
42. Aristolochia bonettiana Elad.Fernández & G.A.Romero
43. Aristolochia boosii Panter
44. Aristolochia bottae Jaub. & Sp.
45. Aristolochia brachylimba F.González, Pabón-Mora & L.Valenz
46. Aristolochia bracteolata Lam.
47. Aristolochia bracteosa Duch.
48. Aristolochia brevifolia (Cham.) Hauman
49. Aristolochia brevilabris Bornm.
50. Aristolochia brevipes Benth.
51. Aristolochia bridgesii (Klotzsch) Duch.
52. Aristolochia brunneomaculata I.S.Abreu & Giul.
53. Aristolochia buchtienii O.C.Schmidt
54. Aristolochia bukuti Poncy
55. Aristolochia buntingii Pfeifer
56. Aristolochia burchellii Mast.
57. Aristolochia burelae Herzog
58. Aristolochia burkartii Ahumada
59. Aristolochia cabrerae Ahumada
60. Aristolochia cambodiana Pierre ex Lecomte
61. Aristolochia cardiantha Pfeifer
62. Aristolochia carterae Pfeifer
63. Aristolochia castellana (E.Nardi) A.Costa
64. Aristolochia castellanosii Ahumada
65. Aristolochia caudata Jacq.
66. Aristolochia cauliflora Ule
67. Aristolochia ceresensis Kuntze
68. Aristolochia ceropegioides S.Moore
69. Aristolochia chachapoyensis Ahumada
70. Aristolochia chalmersii O.C.Schmidt
71. Aristolochia chamissonis (Klotzsch) Duch.
72. Aristolochia chilensis Bridges ex Lindl.
73. Aristolochia chiquitensis Duch.
74. Aristolochia chlamydophylla C.Y.Wu ex S.M.Hwang
75. Aristolochia chrismuelleriana W.N.Takeuchi
76. Aristolochia chrysochlora Barb.Rodr.
77. Aristolochia cilicica P.H.Davis & M.S.Khan
78. Aristolochia clavidenia Griseb.
79. Aristolochia clematitis L.
80. Aristolochia clementis Alain
81. Aristolochia clusii Lojac.
82. Aristolochia cochinchinensis T.V.Do
83. Aristolochia colimensis Santana Mich.
84. Aristolochia colombiana F.González
85. Aristolochia colossifolia Hoehne
86. Aristolochia consimilis Mast.
87. Aristolochia constricta Griseb.
88. Aristolochia contorta Bunge
89. Aristolochia conversiae Pfeifer
90. Aristolochia cordiflora Mutis ex Kunth
91. Aristolochia cordigera Willd. ex Klotzsch
92. Aristolochia cornuta Mast.
93. Aristolochia cortinata Reinecke
94. Aristolochia coryi I.M.Johnst.
95. Aristolochia crassinervia O.C.Schmidt
96. Aristolochia cremersii Poncy
97. Aristolochia cretica Lam.
98. Aristolochia croatica Horvatic
99. Aristolochia croceaćć Paizanni
100. Aristolochia curtisii King
101. Aristolochia curviflora Malme
102. Aristolochia cymbifera Mart. & Zucc.
103. Aristolochia cynanchifolia Mart. & Zucc.
104. Aristolochia daemoninoxia Mast.
105. Aristolochia dalyi F.González
106. Aristolochia davilae Calzada, G.Flores & O.Téllez
107. Aristolochia debilis Siebold & Zucc.
108. Aristolochia decandra Ding Hou
109. Aristolochia delavayi Franch.
110. Aristolochia deltantha F.Muell.
111. Aristolochia deltoidea Kunth
112. Aristolochia dictyophlebia Merr. & L.M.Perry
113. Aristolochia didyma S.Moore
114. Aristolochia dielsiana O.C.Schmidt
115. Aristolochia dinghoui F.González & Poncy
116. Aristolochia disticha Mast.
117. Aristolochia durangensis Pfeifer
118. Aristolochia echinata Barb.Rodr.
119. Aristolochia ehrenbergiana Cham.
120. Aristolochia ekmanii O.C.Schmidt
121. Aristolochia embergeri Nozeran & N.Hallé
122. Aristolochia emiliae Santana Mich. & Solís
123. Aristolochia engleriana O.C.Schmidt
124. Aristolochia enricoi (Luino, L.Gaut. & Callm.) comb.ined.
125. Aristolochia erecta L.
126. Aristolochia eriantha Mart. & Zucc.
127. Aristolochia esperanzae Kuntze
128. Aristolochia filipendulina Duch.
129. Aristolochia fimbriata Cham.
130. Aristolochia flava Poncy
131. Aristolochia flexuosa Duch.
132. Aristolochia floribunda Lem.
133. Aristolochia foetida Kunth
134. Aristolochia fontanesii Boiss. & Reut.
135. Aristolochia fordiana Hemsl.
136. Aristolochia fosteri Barringer
137. Aristolochia foveolata Merr.
138. Aristolochia fragrantissima Ruiz
139. Aristolochia franzii D.Frank
140. Aristolochia fujianensis S.M.Hwang
141. Aristolochia gabonensis Buchwalder & Wanke
142. Aristolochia gardneri Duch.
143. Aristolochia gaudichaudii Duch.
144. Aristolochia gehrtii Hoehne
145. Aristolochia geniculata E.Nardi
146. Aristolochia gibertii Hook.
147. Aristolochia gigantea Mart. & Zucc.
148. Aristolochia ginzbergeri Ahumada
149. Aristolochia glandulosa J.Kickx f.
150. Aristolochia glaucifolia Ridl.
151. Aristolochia glossa Pfeifer
152. Aristolochia goldieana Hook.f.
153. Aristolochia goliathiana Mich.J.Parsons
154. Aristolochia goudotii Duch.
155. Aristolochia gracilifolia O.C.Schmidt
156. Aristolochia gracilipedunculata F.González
157. Aristolochia grandiflora Sw.
158. Aristolochia guadalajarana S.Watson
159. Aristolochia guanacastensis J.E.Jiménez & M.A.Blanco
160. Aristolochia guentheri O.C.Schmidt
161. Aristolochia guianensis Poncy
162. Aristolochia guichardii P.H.Davis & M.S.Khan
163. Aristolochia gurinderi K.Ravik., U.L.Tiwari & N.Balach.
164. Aristolochia haitiensis Ekman & O.C.Schmidt
165. Aristolochia hansenii Phuph.
166. Aristolochia harmandiana Pierre ex Lecomte
167. Aristolochia helix Phuph.
168. Aristolochia heppii Merxm.
169. Aristolochia hians Willd.
170. Aristolochia hilariana Duch.
171. Aristolochia hirta L.
172. Aristolochia hispida Pohl ex Duch.
173. Aristolochia hockii De Wild.
174. Aristolochia hoehneana O.C.Schmidt
175. Aristolochia holostylis F.González
176. Aristolochia holtzei F.Muell.
177. Aristolochia hondurensis J.E.Jiménez & M.A.Blanco
178. Aristolochia humilis Merr.
179. Aristolochia hypoglauca Kuhlm.
180. Aristolochia hyrcana P.H.Davis & M.S.Khan
181. Aristolochia iberica Fisch. & C.A.Mey. ex Boiss.
182. Aristolochia impressinervia C.F.Liang
183. Aristolochia incisa Duch.
184. Aristolochia incisiloba Jongkind
185. Aristolochia indica L.
186. Aristolochia inflata Kunth
187. Aristolochia insolita J.Freitas & M.Peixoto
188. Aristolochia iquitensis O.C.Schmidt
189. Aristolochia islandica Pfeifer
190. Aristolochia jackii Steud.
191. Aristolochia jingiangensis H.Zhang & C.K.Hsieh
192. Aristolochia kachinensis Ohi-Toma, Nob.Tanaka & J.Murata
193. Aristolochia karwinskii Duch.
194. Aristolochia kepara (Mich.J.Parsons) Buchwalder & Wanke
195. Aristolochia keratuma F.González & Pabón-Mora
196. Aristolochia killipiana O.C.Schmidt
197. Aristolochia klossii Ridl.
198. Aristolochia klugii O.C.Schmidt
199. Aristolochia kongkandae Phuph.
200. Aristolochia krausei P.H.Davis
201. Aristolochia krisagathra Sivar. & Pradeep
202. Aristolochia krukoffii O.C.Schmidt
203. Aristolochia labiata Willd.
204. Aristolochia lagesiana Ule
205. Aristolochia laheyana (F.M.Bailey) Buchwalder & Wanke
206. Aristolochia lanceolatolorata S.Moore
207. Aristolochia laotica T.V.Do
208. Aristolochia lassa I.M.Johnst.
209. Aristolochia lauterbachiana O.C.Schmidt
210. Aristolochia leonensis Scott Elliot
211. Aristolochia leprieurii Duch.
212. Aristolochia leptosticta Urb.
213. Aristolochia leuconeura Linden
214. Aristolochia leytensis Merr.
215. Aristolochia limai Hoehne
216. Aristolochia lindeniana Duch.
217. Aristolochia lindneri A.Berger
218. Aristolochia linearifolia Wright ex Griseb.
219. Aristolochia lingua Malme
220. Aristolochia lingulata Ule
221. Aristolochia linnemannii Warb.
222. Aristolochia littoralis Parodi
223. Aristolochia longgangensis C.F.Liang
224. Aristolochia longispathulata F.González
225. Aristolochia longissima M.A.Blanco, J.E.Jiménez & Aguilar
226. Aristolochia lorenae J.Freitas & F.González
227. Aristolochia lozaniana F.González
228. Aristolochia lutea Desf.
229. Aristolochia lutescens Duch.
230. Aristolochia luudamcui T.V.Do
231. Aristolochia luzmariana Santana Mich.
232. Aristolochia lycica P.H.Davis & M.S.Khan
233. Aristolochia macgregorii Merr.
234. Aristolochia macrocarpa Duch.
235. Aristolochia macroura Gomes
236. Aristolochia manantlanensis Santana Mich.
237. Aristolochia manaosensis Ahumada
238. Aristolochia mannii Hook.f.
239. Aristolochia manokwariensis (Mich.J.Parsons) Buchwalder & Wanke
240. Aristolochia maranonensis O.C.Schmidt
241. Aristolochia marianensis Ahumada
242. Aristolochia marioniana Elad.Fernández & G.A.Romero
243. Aristolochia mathewsii Duch.
244. Aristolochia maurorum L.
245. Aristolochia maxima Jacq.
246. Aristolochia medicinalis R.E.Schult.
247. Aristolochia melanoglossa Speg.
248. Aristolochia melastoma Silva Manso ex Duch.
249. Aristolochia melgueiroi Barringer & F.Guánchez
250. Aristolochia meridionaliana (Mich.J.Parsons) Buchwalder & Wanke
251. Aristolochia meridionalis E.M.Ross
252. Aristolochia merxmuelleri Greuter & E.Mayer
253. Aristolochia micrantha Duch.
254. Aristolochia microstoma Boiss. & Spruner
255. Aristolochia minutiflora Ridl. ex Gamble
256. Aristolochia mishuyacensis O.C.Schmidt
257. Aristolochia momandul K.Schum.
258. Aristolochia montana Ekman & O.C.Schmidt
259. Aristolochia monticola Brandegee
260. Aristolochia morae F.González
261. Aristolochia mossii S.Moore
262. Aristolochia mutabilis Pfeifer
263. Aristolochia mycteria Pfeifer
264. Aristolochia nahua Paizanni & Santana Mich.
265. Aristolochia nana S.Watson
266. Aristolochia nardiana I.M.Turner
267. Aristolochia navicularis E.Nardi
268. Aristolochia naviculilimba Ding Hou
269. Aristolochia nelsonii Eastw.
270. Aristolochia nevesarmondiana Hoehne
271. Aristolochia novoguineensis O.C.Schmidt
272. Aristolochia nummularifolia Kunth
273. Aristolochia oaxacana Eastw.
274. Aristolochia oblongata Jacq.
275. Aristolochia oblongifolia Brandegee
276. Aristolochia occidentalis Santana Mich. & S.Lemus Juarez
277. Aristolochia odora Steud.
278. Aristolochia odoratissima L.
279. Aristolochia olivieri Colleg. ex Boiss.
280. Aristolochia ophioides L.Marión
281. Aristolochia oranensis Ahumada
282. Aristolochia orbicularis Duch.
283. Aristolochia ornithopterae Buchwalder & Wanke
284. Aristolochia ornithorhyncha J.E.Jiménez, M.A.Blanco & Aguilar
285. Aristolochia ovalifolia Duch.
286. Aristolochia pacayacensis O.C.Schmidt
287. Aristolochia pacifica Santana Mich. & Paizanni
288. Aristolochia paecilantha Boiss.
289. Aristolochia pallida Willd.
290. Aristolochia palmeri S.Watson
291. Aristolochia pannosoides Hoehne
292. Aristolochia papillaris Mast.
293. Aristolochia papillifolia Ding Hou
294. Aristolochia paradisiana (Mich.J.Parsons) Buchwalder & Wanke
295. Aristolochia paramaribensis Duch.
296. Aristolochia parvifolia Sm.
297. Aristolochia passiflorifolia A.Rich.
298. Aristolochia paucinervis Pomel
299. Aristolochia paulistana Hoehne
300. Aristolochia peltata L.
301. Aristolochia peltatodeltoidea Hoehne
302. Aristolochia peninsulensis (Mich.J.Parsons) Buchwalder & Wanke
303. Aristolochia pentandra Jacq.
304. Aristolochia perangustifolia Phuph.
305. Aristolochia peruviana O.C.Schmidt
306. Aristolochia phetchaburiensis Chuakul & Saralamp
307. Aristolochia philippinensis Warb.
308. Aristolochia phuphathanaphongiana T.V.Do
309. Aristolochia physodes Ule
310. Aristolochia pierrei Lecomte
311. Aristolochia pilosa Kunth
312. Aristolochia pistolochia L.
313. Aristolochia pithecurus Ridl.
314. Aristolochia pohliana Duch.
315. Aristolochia poluninii P.H.Davis & M.S.Khan
316. Aristolochia polymorpha S.M.Hwang
317. Aristolochia pontica Lam.
318. Aristolochia poomae Phuph.
319. Aristolochia pothieri Pierre ex Lecomte
320. Aristolochia povedae J.E.Jiménez & M.A.Blanco
321. Aristolochia praevenosa F.Muell.
322. Aristolochia preussii Engl.
323. Aristolochia pringlei Rose
324. Aristolochia promissa Mast.
325. Aristolochia prostrata Duch.
326. Aristolochia pseudotriangularis O.C.Schmidt
327. Aristolochia pubera R.Br.
328. Aristolochia pubescens Willd. ex Duch.
329. Aristolochia pueblana J.F.Ortega & R.V.Ortega
330. Aristolochia punctata Lam.
331. Aristolochia purhepecha Santana Mich. & Cuevas
332. Aristolochia pyriflora Lombardi & D.Frank
333. Aristolochia quercetorum Standl.
334. Aristolochia quiricoana J.E.Jiménez, M.A.Blanco & M.Cedeño
335. Aristolochia raja Mart. & Zucc.
336. Aristolochia repanda D.Subram.
337. Aristolochia rethyae Kashung, Barman & Gajurel
338. Aristolochia rhizantha Lundell
339. Aristolochia ridicula N.E.Br.
340. Aristolochia rigida Duch.
341. Aristolochia ringens Vahl
342. Aristolochia robertii Ahumada
343. Aristolochia rojasiana (Chodat & Hassl.) F.González
344. Aristolochia rostrata Pfeifer
345. Aristolochia rotunda L.
346. Aristolochia rugosa Lam.
347. Aristolochia ruiziana (Klotzsch) Duch.
348. Aristolochia rumicifolia Mart. & Zucc.
349. Aristolochia rumphii Kostel.
350. Aristolochia rzedowskiana Santana Mich. & Guzm.-Hern.
351. Aristolochia samanensis O.C.Schmidt
352. Aristolochia samarensis Merr.
353. Aristolochia savannoidea Paizanni & M.Ramírez
354. Aristolochia schlechteri Lauterb.
355. Aristolochia schottii L.Marión
356. Aristolochia schreiteri Ahumada
357. Aristolochia schultzeana O.C.Schmidt
358. Aristolochia schulzii Ahumada
359. Aristolochia schunkeana F.González
360. Aristolochia secunda Pfeifer
361. Aristolochia sempervirens L.
362. Aristolochia sepicola Mast.
363. Aristolochia sepikensis (Mich.J.Parsons) Buchwalder & Wanke
364. Aristolochia sericea Blanco
365. Aristolochia sessilifolia (Klotzsch) Malme
366. Aristolochia setosa Duch.
367. Aristolochia sicula Tineo
368. Aristolochia silvatica Barb.Rodr.
369. Aristolochia sinaloae Brandegee
370. Aristolochia smilacina (Klotzsch) Duch.
371. Aristolochia socorroensis Pfeifer
372. Aristolochia sparusifolia (Mich.J.Parsons) Buchwalder & Wanke
373. Aristolochia stahelii O.C.Schmidt
374. Aristolochia stenocarpa Kuntze
375. Aristolochia stenosiphon P.H.Davis & M.S.Khan
376. Aristolochia steupii Woronow
377. Aristolochia stevechurchillii F.González & Pabón-Mora
378. Aristolochia stomachoidis Hoehne
379. Aristolochia stuckertii Speg.
380. Aristolochia styloglossa Pfeifer
381. Aristolochia subglobosa J.Freitas, Lírio & F.González
382. Aristolochia surinamensis Willd.
383. Aristolochia taliscana Hook. & Arn.
384. Aristolochia tamnifolia (Klotzsch) Duch.
385. Aristolochia tentaculata O.C.Schmidt
386. Aristolochia tequilana S.Watson
387. Aristolochia teretiflora Pfeifer
388. Aristolochia thotteaeformis T.V.Do & Luu
389. Aristolochia thozetii F.Muell.
390. Aristolochia tigrina A.Rich.
391. Aristolochia tithonusiana (Mich.J.Parsons) Buchwalder & Wanke
392. Aristolochia tonduzii O.C.Schmidt
393. Aristolochia transtillifera Ding Hou
394. Aristolochia tresmariae Ferris
395. Aristolochia triactina Hook.f.
396. Aristolochia trianae Duch.
397. Aristolochia triangularis Cham.
398. Aristolochia trichostoma Griseb.
399. Aristolochia trilobata L.
400. Aristolochia trulliformis Mast.
401. Aristolochia truncata Fielding & Gardner
402. Aristolochia tuberosa C.F.Liang & S.M.Hwang
403. Aristolochia tubiflora Dunn
404. Aristolochia tuitensis Santana Mich. & Paizanni
405. Aristolochia tyrrhena E.Nardi & Arrigoni
406. Aristolochia uhdeana Duch.
407. Aristolochia urbaniana Taub.
408. Aristolochia urupaensis Hoehne
409. Aristolochia variifolia Duch.
410. Aristolochia versabilifolia Pfeifer
411. Aristolochia vestita Ohi-Toma, P.Li & Watan.-Toma
412. Aristolochia viperina Chodat & Hassl.
413. Aristolochia vitiensis A.C.Sm.
414. Aristolochia wankeana J.Freitas, F.González & Poncy
415. Aristolochia warmingii Mast.
416. Aristolochia watsonii Wooton & Standl.
417. Aristolochia weberbaueri O.C.Schmidt
418. Aristolochia weddellii Duch.
419. Aristolochia wendeliana Hoehne
420. Aristolochia werdermanniana O.C.Schmidt
421. Aristolochia whitei I.M.Johnst.
422. Aristolochia williamsii Rusby
423. Aristolochia wrightii Seem.
424. Aristolochia xerophytica R.E.Schult.
425. Aristolochia yalaensis Phuph.
426. Aristolochia yungasensis Rusby
427. Aristolochia zebrina J.Freitas & F.González
428. Aristolochia zenkeri Engl.
429. Aristolochia zhongdianensis J.S.Ma
430. Aristolochia zollingeriana Miq.
431. Aristolochia ×domingensis Ekman & O.C.Schmidt
432. Aristolochia ×gueneri Malyer & Tosunoglu
433. Aristolochia ×gypsicola Tosunoglu & Malyer